# Globosusa
Globosusa là một chi bướm đêm thuộc họ Erebidae.